# Module central de Mir
Module de la Station Mir

Configuration du module central.

Le Module central de Mir ou Module de base (DOS-7) (en anglais : Mir Core Module) fut le premier élément de la station spatiale Mir. Il a été lancé le 19 février 1986 par une fusée Proton depuis le cosmodrome de Baïkonour. Le module est resté 5 510 j et 8 h en orbite.

## Description
La conception du module central de Mir (DOS-7) a été basée sur les DOS antérieurs des Saliout 6 et Saliout 7. Cependant, il y avait beaucoup de différences clés qui incluaient les panneaux solaires, de meilleurs ordinateurs et la présence d'un nœud d'amarrage. Il a été conçu pour accueillir confortablement deux cosmonautes ayant chacun leur propre cabine. Le module de base avait six ports d'amarrage. Quatre d'entre eux, qui étaient situées radialement sur le nœud à l'avant du module, étaient appelés ports « d'accostage » et étaient conçus pour faire évoluer la station en y ajoutant des éléments. Les deux autres ports, situés axialement, l'un situé au niveau du nœud et l'autre située à l'arrière du module, ont été conçus pour des amarrages de routine de vaisseaux Soyouz et Progress. Mir possédait deux moteurs, situés à l'arrière, qui ont été conçus pour des manœuvres orbitales. Chaque moteur était capable de 300 kg de poussée. Les deux moteurs ont été neutralisés en avril 1987 après l'arrivée du module Kvant-1 à l'arrière de la station.
L'objectif principal du module de base durant toute la vie de la station était de fournir un espace de vie. Il était équipé d'une toilette, de deux cabines pour dormir et pour la vie privée, de divertissement à travers des films et de la musique, d'un équipement d'exercice, et de matériel médical.
En juin 1987, un troisième panneau solaire a été déployée sur module de base. Il a été livré à l'intérieur de Kvant-1.

## Instruments
Mir Core Module était équipé de :
- EFO-1, photomètre électronique pour l'étude des aérosols atmosphériques et des poussières ;
- Haselblad camera ;
- KATE-140, caméra topographique (résolution 50 m) ;
- MKS-M, spectromètre multi-bandes (0,4 à 0,9 micromètre ;
- Spektr-256, spectromètre multibande (256 canaux en visible et infrarouge) ;
- Terra, photomètre à impulsions pour l'étude des émissions optiques dans l'atmosphère.